# ビームス
ビームス（BEAMS）は、東京都渋谷区神宮前に本社を置く、輸入およびオリジナルの衣料品や雑貨の小売業者である。他社製品の小売を手掛けるセレクトショップである他、自社製品の衣料品や雑貨の小売りも手掛ける。また「BEAMS」は自社製品のブランドでもある。
1976年に創業した日本のセレクトショップの草分け的存在である。アメリカ西海岸をベースとしたカジュアルな商品構成が特徴である。2022年2月現在、国内167店舗、海外10店舗。
UNITED ARROWS（ユナイテッドアローズ）、SHIPS（シップス）とともにセレクトショップの御三家と呼ばれる。

## 概要
ビームスは、次の3つの組織から成っている。
新光株式会社 アパレル事業部
ビームス・グループの母体であり、各企業の統括と経営指導を行う。また、ビームス・メンズショップの経営、輸入衣料品、オリジナル衣料品・雑貨の販売を行う。
株式会社ビームス
ビームス・レディースショップの経営、オリジナル衣料品の製造、海外衣料品・雑貨の輸入および販売を行う。
株式会社ビームスクリエイティブ
商品開発、店舗開発、マーケット開発に関する調査・企画・制作、宣伝販促に関する企画制作、音楽制作・出版を行う。

## 社名の由来
現社長・設楽洋の父・悦三はダンボール工場を営んでいた。1975年にオイルショックで紙の値段が高騰しダンボール工場の経営が悪化。若者向けのファッションの店をしたいと洋に提案。悦三の妻は猛反対したが、寝耳に水だった洋は渋々、アメリカのライフスタイルを売る店にしようと提案しそれを手伝うことにした。サラリーマンをしながら二足のわらじを履いて、1976年に東京・原宿に出店したがまだ周囲に服屋はなかったと言う。1号店はわずか6.5坪だった。店の名前は父親の会社「新光株式会社」の一文字「光」をとってビームスと名付けた。

## 歴史

### 創業期
創業者の設楽悦三はもともと1953年創業で段ボール類を製造する新光株式会社を経営していたが、1975年頃に新宿の飲み屋で知り合った人物に紹介された重松理（後のユナイテッドアローズ創業者・名誉会長）を店長として1976年、原宿に6坪の洋品店「AMERICAN LIFE SHOP BEAMS」を開業させた。同店はアメリカ西海岸のカジュアル衣料を直輸入して大成功を収め、1977年には2号店を渋谷の通称「ファイヤー通り」に出店している。
創業期の同社を支えたのは、平凡出版（現マガジンハウス）との深い繋がりだった。設楽悦三の息子である設楽洋（現ビームス社長）はこの当時、電通に勤務していたが、慶應義塾大の学生であった頃に知り合った小黒一三が平凡出版に勤務していたことから、同社は小黒を通して当時『ポパイ』の編集者だった石川次郎、松山猛、北村勝彦への人脈を築いた。『ポパイ』編集部はビームスにアメリカのファッションの情報を提供し、ビームスがそれを買い付け、『ポパイ』誌面ではそれらのファッションを紹介するというサイクルが成立し、ビームス躍進の原動力となった。

### 1980年代
1983年、設楽洋は設楽悦三の病気を機に電通からビームスに移り、専務取締役としてマーケティングを担当した。一方、創業期からバイヤーを務めていた重松理は常務取締役としてバイヤーたちを統轄し、新たなレーベルを次々に開発していった。この時期、ビームスの会社の規模は大きく成長し、1989年にはホンダと組んで鈴鹿の8時間耐久レースに出場させたチームが初出場で優勝という快挙も成し遂げた。しかしこの翌日、重松理を始めとする役職付社員30人程度が一斉に辞表を提出。大手アパレル企業であるワールドをスポンサーに付けて新たにビームスと競合するセレクトショップ「ユナイテッドアローズ」を創業した。

### 1990年代
重松理らの大量離脱によってビームスは大混乱に陥ったが、松山両三、南馬越一義ら若いバイヤーを抜擢して苦境を脱した。また世界文化社の『ビギン』との間に密接な関係を構築し、同誌が頻繁にビームスの取り扱い商品を紹介したことでビームスは更に売り上げを増やしていった。
なお、重松理らがビームスから独立してユナイテッドアローズを設立したことをきっかけに設楽洋氏と重松理氏との関係が断絶されたわけではなく、メディアで対談を行ってお互いのことを褒め合うなど、お互いに尊敬し合っていて今でも良好な友人関係が続いてる事が判明している。

## 展開レーベル
BEAMS
ビームスの基幹ライン。"BASIC & EXCITING"をテーマにカジュアルなファッションアイテムを展開。
BEAMS F
スーツなどの重衣料を基本としたドレスライン。
International Gallery BEAMS
インポートや高級感のあるモードデザイン。BEAMSの中での上級レーベル。
Ray BEAMS
レディースレーベル。
BEAMS BOY
レディースレーベル。Ray BEAMSよりボーイッシュなレーベル。
B：MING by BEAMS
幅広い世代に向けてメンズ＆ウィメンズのカジュアルからビジネス、キッズやベビー、雑貨も展開。
BEAMS T
Tシャツを中心のレーベル。
BEAMS+
大人のアメリカンカジュアル。
B印YOSHIDA
ビームスと吉田カバンの共同レーベル。PORTERとの別注アイテムなどを展開。
mmts（マミタス）
中川翔子との共同プロデュースブランド。"しょこたん"の世界観を表したオリジナルアイテムを販売。またこのブランドの売り上げの一部は身寄りのない犬や猫といった動物たちを保護してる動物保護団体への寄付金として使用されている。
BEAMS mini
3歳〜7歳向けのファッションアイテムレーベル。
BEAMS GOLF
ゴルフ用品専門のレーベル。女子プロゴルファーの渋野日向子が愛用しているブランドとしても有名である。
VAPORIZE（ヴェイパライズ）
2001年にスマッシング・パンプキンズのギタリストである、ジェームス・イハがビームスのバイヤー山崎勇次と出会ったことによって立ち上げたブランド。
JOIÉVE（ジョエブ）
ビームス社員の三條場夏海が社内コンペを勝ち抜いて立ち上げたレーベル。

## テレビ番組
- 日経スペシャル カンブリア宮殿 社員一人一人をスターに！ 危機を突破する「面白集団」（2022年6月16日、テレビ東京）- 社長 設楽洋出演[9]

## 関連書籍
- BEAMSバイヤー 南馬越一義のお仕事（マイストロ、1999年2月1日）　ISBN 978-4944174126
- ビームス戦略―時代の変化を常に先取りするマーケティングとは（PHP研究所、2004年2月1日）　ISBN 978-4569633732
- ビームスの奇跡（世界文化社、2006年9月2日）　ISBN 978-4418066025
- BEAMS 2013-14 AUTUMN/WINTER COLLECTION（宝島社、2013年10月19日）　ISBN 978-4800216229
- BEAMS AT HOME~日本を代表するおしゃれクリエイター集団ビームススタッフの「暮らし」と「服」（宝島社、2014年9月19日）　ISBN 978-4800231703
- BEAMS AT HOME2（宝島社、2015年8月24日）　ISBN 978-4800244772
- BEAMS<fennica>ニッポン最高の手しごと（光文社、2016年7月27日）　ISBN 978-4334978808
- BEAMS EYE on KOBE ビームスの神戸。 (SPACE SHOWER BOOKS、2016年10月7日）　ISBN 978-4907435899
- BEAMS AT HOME3（宝島社、2016年11月26日）　ISBN 978-4800263216
- BEAMS ON LIFE（宝島社、2017年11月27日）　ISBN 978-4800276513
- BEAMS BOY 20TH ANNIVERSARY BOOK (宝島社、2018年4月26日）　ISBN 978-4800282699
- 週刊文春が迫る、BEAMSの世界。（文藝春秋、2019年10月29日）　ISBN 978-4160086968
- BEAMS ON LIFE LIVING, DINING＆KITCHEN（宝島社、2019年11月15日）　ISBN 978-4800299345
- B:MING by BEAMS shoulder bag BOOK (宝島社、2020年1月28日)　ISBN 978-4299001733
- Ray BEAMS 2020 Spring / Summer Collection Book (宝島社、2020年4月27日）　ISBN 978-4299004048
- B:MING by BEAMS キルティングリュック BOOK (宝島社、2020年10月30日）　ISBN 978-4299010407

## 今までCMやイメージキャラクターに起用したことのある芸能人など
- ローラ (モデル)[10][11][12]
- 加藤ローサ[13]。
- 清野菜名[14][15]
- 小松菜奈[16]
- 三吉彩花[17]
- 栁俊太郎
- 永野芽郁[18]
- 松尾諭
- 伊藤美来[19]
- 斉藤朱夏[20][21]
- 横田真悠[22]
- 池田美優[23][24]
- 木村カエラ[25]。
- 井桁弘恵[26][27]。
- 香椎かてぃ[28]。
- 生田衣梨奈[29]（モーニング娘。）[30][31][32][33]。
- 黒島結菜[34][35]。
- 長澤まさみ[36][37]
- 忽那汐里[38][39]
- 三浦孝太 (格闘家)[40][41]。
- 上坂すみれ＆洲崎綾[42][43][44]。
- TrySail（声優ユニット）[45][46]
- 日向坂46[47][48]。
- アンジュルム[49][50]。
- あかせあかり[51][52] など